# Tokidoki
Tokidoki (Japans voor "soms") is een documentaireserie voor de Nederlandse televisie over Japan. Aan de hand van bepaalde Japanse woorden onderzoekt Paulien Cornelisse de Japanse cultuur en samenleving. De vierdelige serie werd voor het eerst in september en oktober 2018 uitgezonden door de VPRO op NPO 2. Het tweede seizoen begon op 17 mei 2020.
Cornelisse is sinds haar vijfde al gefascineerd door Japan en heeft er ooit zeven maanden gestudeerd. Jelle Brandt Corstius, die zelf vier reisseries in en rond Rusland, en één in India maakte, was van mening dat Cornelisse iets met haar kennis over Japan moest doen. Hij stelde voor samen het programma te maken; zij als presentatrice, hij als regisseur. Het zou echter nog acht jaar duren voordat Tokidoki daadwerkelijk werd opgenomen en uitgezonden. In de serie probeert Cornelisse onder andere te laten zien dat Japan niet zo vreemd is als Nederlanders soms denken, hoewel dat niet voor alle recensenten overtuigend gebeurde.

## Afleveringen seizoen 1
1. 'Yugen', "je één voelen met de natuur"; over Shinto, kersenbloesem, mos, natuurrampen en ontspannen in het bos. (16 september 2018)[7]
2. 'Otenba', "opstandig"; over opstandige vrouwen die porno kijken, aan rakugo-theater doen of kawaii Lolita-kleding of kimono's dragen. (23 september 2018)[8]
3. 'Giri', "bij elkaar in het krijt staan"; over het rigide nationalistische Japan en buitenbeentjes als een Nederlandse boer, Turks-Koerdische immigranten en mensen uit de LHBT-gemeenschap. (30 september 2018)[9]
4. 'Mono no aware', "de schoonheid van de vergankelijkheid" of "niets is blijvend en dat is droevig en vrolijk tegelijk"; over ouderen in verlaten dorpen en flats. (7 oktober 2018)[10]

## Afleveringen seizoen 2
1. 'Hitori-Bocchi', "moederziel alleen"; over het begrip hikikomori (mensen die permanent binnen blijven), vrijgezellen die met moeite aan een date komen en lunchen op de wc om collega's te vermijden. (17 mei 2020)[11]
2. 'Rei-Wa', "vreugdevolle harmonie"; over de nieuwe keizer, de theeceremonie en het verdwijnen van de natuur door het vele beton. (24 mei 2020)[12]
3. 'Tatemae', "je anders voordoen dan je eigenlijk bent"; over je ware aard bijna nooit kunnen laten zien, de punkscene, een huiltherapiesessie en een cursus Japanse etiquette. (31 mei 2020)[13]
4. 'Genki', "levensenergie"; over het geheim van het oud worden, zelfmoord door de hoge werkdruk en jonge mensen die de drukke stad inruilen voor de rust van de rijstvelden. (7 juni 2020)[14]